# Weldé-Katchirga
Weldé-Katchirga est une localité située dans le département de Dori de la province du Séno dans la région Sahel au Burkina Faso.